# Trzebieszów (Lublin)
Trzebieszów is een dorp in het Poolse woiwodschap Lublin, in het district Łukowski. De plaats maakt deel uit van de gemeente Trzebieszów en telt 1320 inwoners.

## Geboren in Trzebieszów
- Jerzy Łukaszewski (1924-2020), Pools-Belgisch hoogleraar en diplomaat